# Земля и Вселенная
«Земля і Всесвіт» (рос. Земля и Вселенная) — радянський, пізніше російський, науково-популярний журнал РАН і Астрономо-геодезичного товариства. Видається з 1965 року, 2015 року журнал відзначив 50-річний ювілей. Тематика журналу: астрономія, планетология, аматорська астрономія, космонавтика, екологія, геофізика і геологія. Журнал виходить у московському видавництві «Наука», періодичність — 6 разів на рік. Розповсюджується тільки за передплатою. Входить до Списку наукових журналів ВАК Міністерства освіти Росії.
Журнал був створений для пропаганди науки, проти псевдонауки в області астрономії, розвитку аматорського телескопобудування. Журнал розповсюджується лише за передплатою. Ціна журналу 2015 року становила понад 1000 російських рублів (приблизно 14 доларів США). Передплатний індекс — 70336 за загальним каталогом «Преси Росії».

## Історія

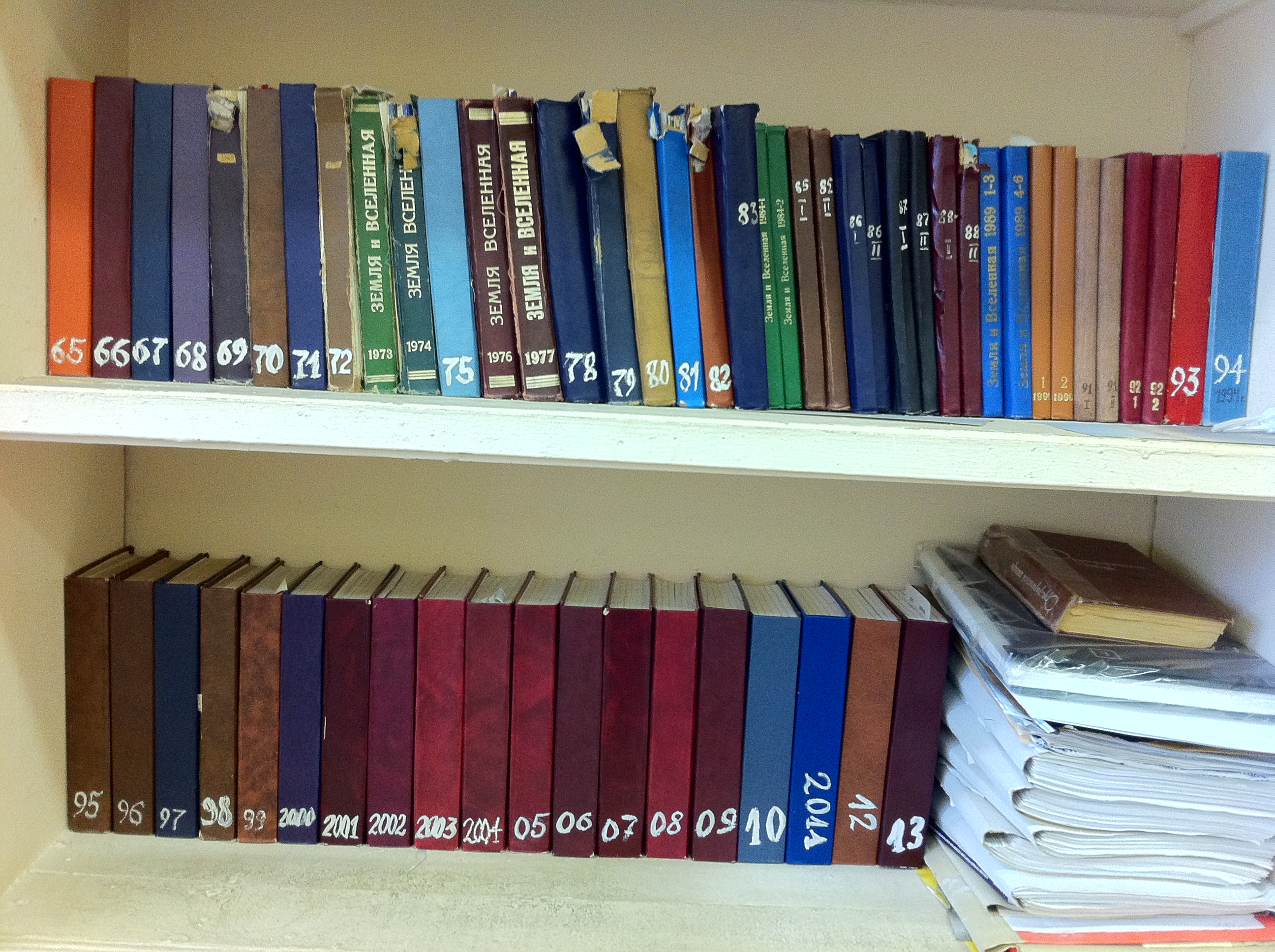
Підшивка журналів «Земля і Всесвіт» за період 1965—2014 років

Редакція журналу розпочала власну роботу 18 вересня 1964 року, а перший номер побачив світ вже в січні наступного року. З 1964 по 2012 роки повсякденною діяльністю редакції керував Єфрем Павлович Левітан — доктор педагогічних наук, дійсний член Російської академії природничих наук і Російської академії космонавтики імені К. Е. Циолковського, член спілки письменників.
У листопаді-грудні 1989 року, накладом 50 000 примірників у видавництві «Наука», вийшов ювілейний 150 номер журналу. Обсяг журналу на той час був 95 сторінок, ціна 75 копійок.
Станом на 2015 рік, журнал виходить у видавництві «Наука», в останні роки його тираж не перевищує 500 примірників. Електронна версія журналу існує тільки для архіву до 2002 року.

## Рубрики
- Астрономія
- Новини науки
- Міжнародна співпраця
- Конференції, з'їзди
- Люди науки
- З історії науки
- Інститути та обсерваторії
- Освіта
- Новини космонавтики
- Космонавтика XXI століття
- Космодроми світу
- Гіпотези, дискусії, пропозиції
- Виставками і музеями
- Аматорське телескопобудування
- Аматорська астрономія
- Експедиції
- Погода планети
- Наші інтерв'ю
- Грізні явища природи
- Хроніка сейсмічності
- Легенди про зоряне небо
- Небесний календар
- Проти антинаукових сенсацій
- Досьє допитливих
- Космічна поезія
- Фантастика
- Філателія
- На допомогу лектору
- Книги про Землю і небо

## Редколегія

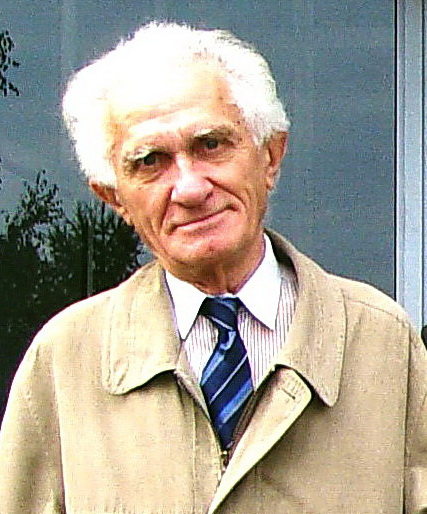
Котляков Володимир Михайлович

Першим головним редактором протягом 23 років був доктор фізико-математичних наук Мартинов Дмитро Якович — директор Державний астрономічний інститут імені Павла Штернберга МДУ (ДАІШ МДУ), президент Всесоюзного астрономо-геодезичного товариства при Академії наук СРСР.
З 1989 року журнал очолює російський астроном українського походження, член-кореспондент РАН, Абалакін В. К. — директор Пулковської обсерваторії (ГАО РАН).
- Котляков В. М. — заступник позаштатного головного редактора, російський гляціолог і географ, академік РАН, директор Інституту географії РАН.
- Левітан Є. П. — заступник головного редактора доктор педагогічних наук дійсний член Російських академій природничих наук і космонавтики член Спілки письменників Росії.
- Гурштейн О. А. — доктор фізико-математичних наук.
- Зелений Л. М. — член-кореспондент РАН.
- Казютинський В. В. — доктор філософських наук.
- Матвеєнко Л. І. — доктор фізико-математичних наук.
- Мохов І. І. — член-кореспондент РАН.
- Ніколаєв А. В. — член-кореспондент РАН.
- Новиков І. Д. — член-кореспондент РАН.
- Полтавець Г. О. — доктор технічних наук.
- Рейснер Г. І. — доктор геолого-мінералогічних наук.
- Рябов Ю. О. — доктор фізико-математичних наук.
- Тамкович Г. М. — доктор технічних наук.
- Угольников О. С. — кандидат фізико-математичних наук.
- Урсул А. Д. — академік АН Молдови.
- Черепащук А. М. — член-кореспондент РАН.
- Шевченко В. В. — доктор фізико-математичних наук.

## Редакція
Склад редакції журналу, станом на 2015 рік:
- Матросова Г. В. — завідувачка редакції.
- Юревич В. А. — науковий редактор з астрономії.
- Маркін В. О. — завідувач відділом наук про Землю, кандидат географічних наук.
- Герасютин С. А. — завідувач відділом космонавтики.
- Вьюшина М. С. — художній редактор.
- Нікітіна О. Н. — художній редактор.
- Фролова О. М. — літературний редактор.
- Токарева Н. Н. — оператор ПК.

## Автори журналу
У журналі публікувалися статті і замітки видатних учених і діячів науки і техніки:
- Авдуєвський В. С. — академік РАН.
- Агекян Т. А. — радянський астроном, професор.
- Амбарцумян В. А. — академік АН СРСР, двічі Герой Соціалістичної Праці.
- Нікола Бонєв — болгарський астроном, президент Міжнародної астронавтичної федерації.
- Бондарєв Л. Г. — доцент географічного факультету Московського університету.
- Благонравов А. А. — академік АН СРСР, двічі Герой Соціалістичної Праці.
- Боярчук О. О. — академік АН СРСР, лауреат Державної премії СРСР.
- Виноградов О. П. — академік АН СРСР, двічі Герой Соціалістичної Праці.
- Воронцов-Вельямінов Б. О. — член-кореспондент Академії педагогічних наук РРФСР, заслужений діяч науки РРФСР.
- Галеєв А. А. — академік РАН.
- Галімов Е. М. — академік РАН.
- Гінзбург В. Л. — академік АН СРСР і РАН.
- Глушко В. П. — академік АН СРСР, двічі Герой Соціалістичної Праці.
- Одуен Дольфюс — французький астроном.
- Звєрєв М. С. — член-кореспондент АН СРСР.
- Зігель Ф. Ю. — радянський астроном.
- Келдиш М. В. — академік АН СРСР, тричі Герой Соціалістичної Праці.
- Крінов Є. Л. — радянський астроном.
- Котляков В. М. — академік РАН.
- Дональд Говард Мензел — американський астроном.
- Мельников О. А. — радянський астроном.
- Михайлов О. О. — академік АН СРСР, Герой Соціалістичної Праці.
- Новиков І. Д. — член-кореспондент РАН.
- Ян Гендрік Оорт — нідерландський астроном на честь нього названо астероїд 1691, Хмара Оорта, постійні Оорта.
- Опарін О. І. — академік АН СРСР.
- Еугеніуш Рибка — польський астроном.
- Карл Саган — американський астроном і популяризатор науки.
- Сагдєєв Р. З. — академік АН СРСР.
- Садовський М. О. — академік АН СРСР.
- Сєверний А. Б. — академік АН СРСР.
- Сюняєв Р. А. — академік АН Республіки Татарстан, Державна премія Росії.
- Троїцький В. С. — радянський радіоастроном, радіофізик.
- Урсул А. Д. — академік АН Молдови.
- Уткін В. Ф. — академік АН СРСР і АН України, двічі Герой Соціалістичної Праці.
- Фесенков В. Г. — академік АН КазССР і АН СРСР.
- Шкловський І. С. — член-кореспондент АН СРСР.